# Rosie Thomas
Rosie Thomas (...) è una cantautrice statunitense, originaria del Michigan.

## Biografia
La sua carriera musicale inizia nel 1999, quando grazie ad amici comuni conosce Trey Many, leader dei Velour 100, band dream pop anch'essa del Michigan, il quale decise di coinvolgerla per alcuni dei progetti in cantiere, tra cui alcune esibizioni dal vivo.
Pubblicarono anche alcuni EP e partirono insieme per alcuni tour brevi.
In una di queste occasioni ebbe modo di incontrare Damien Jurado e i Pedro the Lion, rispettivamente un cantautore e una band indie-rock, entrambi di Seattle.
In seguito, per perseguire una carriera musicale più seria, decise di trasferirsi proprio a Seattle e di iscriversi al Cornish College of the Arts, una delle più prestigiose scuole d'arte degli Stati Uniti e dopo la laurea si rese conto che era arrivato il momento di concentrarsi sulla sua carriera da solista.
Oltre che come cantautrice, è conosciuta negli ambienti della stand-up comedy con il nome d'arte di Shiela Saputo.
Nel 2000 partecipa alla realizzazione dell'album dell'amico Damien Jurado,Ghost of David, dove canta nel brano Parking lot.
Così facendo attira l'attenzione della casa discografica del cantante, la Sub Pop Records, che decide di metterla sotto contratto.
Dopo un anno di lavoro, il 22 gennaio del 2001 pubblica il suo album d'esordio intitolato When we were small.
L'album vede la collaborazione della Thomas con un suo compagno di college, il chitarrista Eric Fisher, e con il batterista Andy Myers, i quali collaboreranno con lei anche nelle'album successivo.
Infatti, nel 2003 When we were small sarà seguito da Only with laughter can you win.
Nel 2005 viene pubblicato il terzo album, ad oggi quello che ha riscontrato più successo a livello commerciale, dal titolo emblematico,If songs could be held, trainato dal singolo dall'aria ottimista Pretty dress.
Nel marzo del 2006 fu invitata dalla Paper Bag Records, un'etichetta indie-rock di Toronto, a partecipare a una compilation di loro pubblicazione,See you on the Moon, con un pezzo del tutto inedito, composto per l'occasione, dal titolo Faith's silver elephant.
Dopo il trionfo di If songs could be held fonda la sua etichetta discografica personale, la Sing-A-Long Records, con la quale pubblica il 12 dicembre dell'anno successivo il suo quarto album,These friends of mine.
Infine, sempre con la sua etichetta, nel novembre del 2008 pubblica un album a tema natalizio, intitolato A very Rosie Christmas.
La Thomas si è ritagliata anche un ruolo da attrice nella commedia adolescenziale Calvin Marshall, diretta da Gary Lundgren, nel ruolo di Sondra. Le hanno dedicato anche un documentario, intitolato All the Way from Michigan Not Mars.
Dopo quattro anni di silenzio, nel 2012 pubblica un nuovo album, più orientato verso il pop, intitolato With Love.

## Discografia

### Album
- When We Were Small (2001), Sub Pop
- Only with Laughter Can You Win (2003), Sub Pop
- If Songs Could Be Held (2005), Sub Pop
- These Friends of Mine (2006), Sing-A-Long/Nettwerk
- A Very Rosie Christmas (2008))
- With Love (2012)

### EP
- In Between (2001)
- Paper Airplane (2002)

### Singoli
- "Pretty Dress" (2005)

### Apparizione in compilation
- "Just A Closer Walk With Thee" - Bifrost Arts' Come O Spirit (Sounds Familyre 2009)